# Kurssanovia vassiljevskii
Kurssanovia vassiljevskii är en svampart som beskrevs av Kravtzev 1955. Kurssanovia vassiljevskii ingår i släktet Kurssanovia, divisionen sporsäcksvampar och riket svampar.   Inga underarter finns listade i Catalogue of Life.